# Esquizofrenia paranoide
La esquizofrenia paranoide es un subtipo de la esquizofrenia. Es una enfermedad mental que no conlleva alteración anatómica observable, y cuya principal característica es que afecta a la personalidad del individuo, así como a áreas de su psicología. Sus síntomas se pueden dividir en síntomas positivos (delirios y alucinaciones) y negativos (déficit cognitivo). La enfermedad se caracteriza por trastornos tanto en el área de la afectividad, como del pensamiento.[cita requerida]
El estado consciente del enfermo es normal; su actitud psíquica se caracteriza por el egocentrismo y el aislamiento, y expresa una pérdida de contacto con la realidad, manifiesta ideas delirantes (persecución, intentos de envenenamiento, influencias extrañas, brujería, etc.) y trastornos de la percepción (en algunos casos alucinaciones de tipo auditivo, en las que «oye» voces amenazadoras o críticas). Las causas pueden ser varias y no se conocen con exactitud. Al parecer, intervienen factores genéticos, psicológicos y socioculturales.[cita requerida]
La edad más frecuente de aparición se sitúa entre los 15 y 35 años aunque también se dan casos en edad ya avanzada y afecta por igual a ambos sexos. La personalidad se altera de forma gradual o repentina; el contacto con el paciente resulta cada día más difícil y este se retrae cada vez más en su propio mundo. Es muy difícil distinguir de otras formas de psicosis los síntomas de la esquizofrenia, por lo que existe un rechazo general a usar el término esquizofrenia.[cita requerida]

## Tipos de esquizofrenia
- Paranoide:  Es el más común. Sus síntomas son delirios (percepciones o creencias falsas, verdaderas o indeterminadas) y alucinaciones auditivas frecuentes.[1]
- Catatónica: Los esquizofrénicos catatónicos pueden quedarse inmóviles por mucho tiempo a pesar de estar conscientes de lo que pasa a su alrededor. Son hiperactivos y duermen muy poco.[cita requerida]
- Residual:  Es cuando una persona ha sufrido un episodio esquizofrénico en el pasado pero que en el presente no presentan síntomas prominentes de la enfermedad.[cita requerida]
- Desorganizada: Quien la padece es incoherente al hablar, actúa de manera extraña y las reacciones emocionales pueden ser absurdas.[cita requerida] Conocida antes como hebefrénica, se situaría en el polo opuesto de la paranoide. Es el subtipo más grave, su inicio suele ser temprano e insidioso. Es muy frecuente, que la familia te diga que ya era una persona poco comunicativa, rara, que se relacionaba muy poco con la gente,… Antes de la aparición de la sintomatología activa, suele existir una personalidad premórbida empobrecida y extraña. Una vez se inicia la enfermedad, son raras las remisiones, no suelen existir períodos libres de sintomatología y hay un claro deterioro cognitivo. Los síntomas más característicos de este subtipo son:
  - Lenguaje desorganizado (descarrilamiento, incoherencia, uso de neologismos, ensalada de palabras, etc.). Es un lenguaje poco comprensible y cuesta mucho seguir el hilo de la conversación.
  - Comportamiento desorganizado: es lo más llamativo, porque son comportamientos poco coherentes o inadecuados como risas inapropiadas o tonterías. La persona es incapaz de iniciar conductas dirigidas a un fin, lo que provoca que necesiten soporte para realizar las actividades de la vida diaria como asearse, vestirse o prepararse la comida. Pueden ponerse fácilmente una bufanda en pleno verano.
  - Ideas delirantes carentes de elaboración: son totalmente desorganizadas y no siguen un tema coherente como pasa en la paranoide. Son ideas extrañas y fragmentadas.
  - Las alucinaciones: suelen ser auditivas y también aparecen fragmentadas. Son poco claras e incoherentes.
  - Aplanamiento afectivo: es muy significativo de este subtipo y muy marcado. No expresan las emociones, no se sienten ni tristes ni contentos.

Por su inicio insidioso, su gravedad y su desorganización, es un subtipo fácil de diagnosticar pero difícil de tratar. Son personas que no tienen contacto con la realidad, no muestran interés por las relaciones personales ni por las actividades.
- Indiferenciada: Presenta una mezcla de síntomas de esquizofrenia que no pueden diferenciarse bien como parte de alguno de los subtipos anteriores. Por ejemplo: delirios y problemas motores.[cita requerida]

## Definición de esquizofrenia paranoide
La esquizofrenia paranoide es aquella enfermedad que se caracteriza por los siguientes síntomas: predominio de ideas delirantes y alucinaciones, lesiones graves a uno mismo y a los demás, alteraciones de la personalidad.[cita requerida]
Es la más frecuente y puede iniciarse a cualquier edad pero es más común entre los 30 y 35 años.[cita requerida]

## Etapas de la enfermedad
Etapa prepsicótica: Se caracteriza por rasgos semejantes a los que más tarde, pasada la etapa de psicosis activa, se instalan definitivamente y con mayor intensidad: son los llamados síntomas negativos (anhedonia, embotamiento afectivo, etc.). También pueden aparecer dificultades de relación interpersonal, alteraciones cognitivas, dificultades de adaptación escolar, etc. Sin embargo, no es raro encontrar enfermos en los que no hay ninguna alteración durante su etapa premórbida.
Etapa psicótica florida: que es nueva o se superpone a la anterior. Suelen presentarse síntomas positivos (delirios y alucinaciones). El estrés suele ser un factor importante en su aparición.
Etapa residual: es una etapa prolongada en la que predominan los síntomas negativos y de la que puede haber reactivaciones similares a la etapa psicótica florida. Estos síntomas negativos se caracterizan por pobreza del lenguaje y pensamiento, aplanamiento afectivo, enlucimiento y bajo nivel de actividad.

## Síntomas y manifestaciones de la esquizofrenia paranoide
Las manifestaciones básicas consisten en una mezcla de signos y síntomas característicos que han estado presentes durante un periodo de tiempo importante a lo largo de un mes, con algunos de los signos del trastorno que persisten durante un mínimo de 6 meses. Los síntomas afectan a múltiples procesos psicológicos, como la percepción (alucinaciones), ideación, comprobación de la realidad (delirios), procesos de pensamiento (asociaciones laxas), sentimientos (aplanamiento afectivo, afecto inapropiado), conducta (catatonía, desorganización), atención, concentración, motivación (abulia, deterioro de la intención y la planificación) y juicio.
Estas características psicológicas y conductuales se asocian a diversos tipos de deterioro de la función laboral o social. Aunque puede haber un notable deterioro con dificultades en múltiples dominios funcionales, el trastorno se caracteriza por una mayor heterogeneidad entre los distintos individuos y una variabilidad en cada uno de ellos a lo largo del tiempo. También se asocia a un aumento de la incidencia de enfermedades médicas generales, y de portabilidad, especialmente por suicidio, que se da en un 10% de los pacientes.
Los síntomas de la esquizofrenia se ha clasificado en dos categorías (síntomas positivos y negativos), a las que recientemente se ha añadido una tercera, la de desorganización, ya que los análisis estadísticos han mostrado que esta dimensión es independiente de la categoría de los síntomas positivos en la que se incluía anteriormente. Los síntomas positivos consisten en delirios y alucinaciones. Los síntomas de desorganización incluyen el habla desorganizada y falta de atención. Los síntomas negativos consisten en una limitación de la gama e intensidad de las expresiones emocionales (aplanamiento afectivo), una reducción de la productividad del pensamiento y el habla (alogia), anhedonía y una reducción del inicio de comportamiento dirigido a un objeto (abulia).
En el subtipo paranoide, las ideas delirantes o las alucinaciones auditivas son características prominentes.

## Diagnóstico y tratamiento
El diagnóstico de la esquizofrenia se lleva a cabo cuando aparecen en el supuesto paciente uno o dos síntomas a través de episodios repetidos con frecuencia variable a lo largo de un mes o más. Dependiendo de la frecuencia de los episodios, de las características psíquicas de éstos y de la gravedad, se diagnostica esquizofrenia y se determina de qué tipo se trata. Los síntomas o características de la esquizofrenia paranoide son los siguientes:
- Manía persecutoria.
- Celos.
- Sentimiento de misión especial en la vida.
- Sentimiento de transformación corporal.
- Alucinaciones auditivas
- Alucinaciones de otra índole (olfatoria, gestatorias...).
- Sentimiento de ser espiado, perseguido, investigado, mirado, etc.
- Visiones y referencias al sentido de la mente (referidas al tema de que alguien podría ver «la mente» o uno podría ver «la mente ajena», mediante «telepatía» o el sentido de la mente «la naturaleza de la mente», raras conexiones, alguna tecnología avanzada, o muchas otras explicaciones que resultan extrañas para la intersubjetividad «la confusión del desconocimiento del paciente y la incapacidad del psiquiatra para comprender»).

### Principios del tratamiento
El plan de tratamiento debe involucrar al paciente y a su familia a través de colaboraciones activas, de la vida diaria y recreativas  además de plantear intervenciones farmacológicas, psicoterapéuticas psicosociales y de rehabilitación adecuadas. Muchos enfermos requieren una asistencia general y de por vida, además el psiquiatra no solo actúa como tal, sino como punto de apoyo durante el tratamiento del paciente, además de actuar como miembro de un equipo que trabaja colaborativamente.
Actualmente no existe cura para la esquizofrenia, aunque el tratamiento puede reducir considerablemente sus síntomas.
Los objetivos de cualquier tratamiento son la reducción de la frecuencia, la gravedad y consecuencias de los episodios de esquizofrenia.
Los específicos dependen de la fase en la que se encuentra la enfermedad o de las características propias del paciente.

### Asistencia psiquiátrica
La asistencia o tratamiento incluye una serie de intervenciones, unas de carácter clínico y otras de carácter psicoterapéutico.
Se deben conocer los factores biológicos, interpersonales, sociales y culturales que determinan al paciente. Además, se le debe informar sobre su enfermedad.

### Elementos del tratamiento
- Establecimiento y mantenimiento de un vínculo terapéutico: Tiene que tener carácter de apoyo, para permitir que el psiquiatra conozca el estado de su paciente.

- Vigilancia del estado psiquiátrico del paciente: Atención constante a los cambios psicológicos del paciente, con la colaboración de la familia.

- Educación sanitaria para la esquizofrenia su tratamiento: Fomenta el conocimiento del paciente sobre su enfermedad, su aceptación y la relación con la familia y el entorno.

- Investigación de los factores que influyen en los episodios: Disminuir los efectos psicosociales que dificultan las actividades del paciente, de tipo laboral, social, familiar, académico y económico, a través de ayuda terapéutica.

- Recursos en los sistemas de asistencia de salud mental: Trabajos, proyectos y ayudas basadas en el apoyo, en la reinserción y rehabilitación del paciente, así como terapias de orientación.

### Intervenciones psicosociales específicas durante el tratamiento
Aunque las intervenciones psicosociales y terapéuticas mejoran notablemente el transcurso de la enfermedad, es recomendable aplicar un tratamiento farmacológico ya que se producirá una reducción casi de más del 50% de los síntomas durante el proceso de la enfermedad.
La perfecta combinación para lograr un buen tratamiento de esta enfermedad es aquella en la que se tiene en cuenta el tratamiento farmacológico, el biológico, el social, el psicosocial y el terapéutico.

### Ámbito de tratamiento
La elección de tratamiento depende y se basa en la situación clínica del paciente, de su estado de enfermedad, de su criterio y de su familia, así como de las exigencias y características del contexto del tratamiento y de este mismo.

### Fases del tratamiento aplicado[4]
- Fase aguda:

El objetivo en esta fase es reducir los síntomas agudos. Se quiere prevenir los daños, controlar la alteración de la conducta, fomentar la recuperación, establecer y reforzar la relación y el vínculo familiar, además de establecer planes de tratamiento a corto y a largo plazo. Durante esta fase el paciente debe recibir información sobre la enfermedad que padece.
Empleo de la TEC: En pacientes resistentes al tratamiento de fase aguda, basada en el uso de clozapina.
- Fase de estabilización:

El objetivo del tratamiento es reducir el estado de estrés que padece el paciente, fomentar su adaptación en la comunidad. Las intervenciones psicoterapéuticas continúan, pero no están tan estructuradas como en la fase aguda. En esta fase los programas de educación para la esquizofrenia son adecuados ya que fomentan el autocontrol del propio paciente.
- Fase estable:

El tratamiento durante esta fase se plantea para mejorar el proceso y para asegurar al máximo la seguridad de progreso en el tratamiento y las consecuencias de los episodios.
- La TEC en la fase estable:

En esta fase la TEC se aplica solo por la continuidad y el mantenimiento de la mejora del paciente.

## Hospitalización
Normalmente y una vez diagnosticados, se trata a estas personas con diversos medicamentos antipsicóticos. De forma general, estos fármacos o neurolépticos suelen dar resultados muy positivos, pero desafortunadamente, en ciertas ocasiones, pueden llegar a producir efectos secundarios e indeseables.
Sin embargo, a pesar de la medicación, el paciente puede llegar a autolesionarse, agredir a otras personas o sufrir delirios muy intensos. Ante esa situación, deberá ser internado, ya que el tratamiento hospitalario proporciona un entorno seguro y supervisado. Además, permite que el psiquiatra lleve un control diario del paciente.
Estos centros deben organizarse de una manera determinada, ya que dichas personas suelen presentar normalmente un control de la realidad desorganizado y deteriorado. Por ello, deben contar con calendarios y relojes claramente visibles, y con profesionales que se comuniquen de forma clara y lenta.
La «hospitalización de día» puede ser una alternativa. En este caso, el paciente no debe presentar riesgo de causarse daño a sí mismo o a otros, y debe colaborar mínimamente en el tratamiento.

## Incidencias
Las recaídas en muchos de los casos son inevitables, pues en algunos sujetos se producen de forma espontánea y, además, se deben a factores externos a la esquizofrenia. Los episodios propios de esta enfermedad presentan cierta tendencia a repetirse. Sin embargo, las posibilidades de recaída son más elevadas en aquellas personas que consumen drogas tales como estupefacientes y alcohol, o en aquellas que dejan el tratamiento antes de lo establecido.
Sin embargo, una persona que tenga incluso una medicación, puede encontrar obstáculos que conlleven una recaída. En estos casos las recaídas no se producen de forma repentina. Ciertos cambios de conducta en el enfermo son signos de que la enfermedad ha empeorado. Aprender a detectar dichos signos es fundamental para su prevención y ayuda.

### Signos de alarma de una recaída[5]
Aunque existen signos comunes, también se dan signos que pueden ser únicos en una persona determinada.
Uno de los principales rasgos de ciertos signos son los cambios de conducta. Tras reconocer esta señal de alarma, se ha de acudir al médico. En ocasiones, el sujeto puede estar tan enfermo que no es consciente de su propia recaída, por lo que necesitará ayuda (familia, amigos, etc.). En otros casos, las recaídas se deben a que los esquizofrénicos abandonan la medicación.
Si el médico actúa con rapidez avisado previamente por algún familiar, puede suministrarse al esquizofrénico una nueva medicación mejor adaptada para evitarle posibles daños.
Muchas veces los signos de alarma no son detectados por la propia persona debido a la gravedad de aquella, por lo que para mantenerse en alerta ante cualquier recaída es de vital importancia la empatía y la comunicación. Cuanta mayor comunicación se tenga con el paciente, más fácil resultará distinguir entre las emociones normales y las señales de una recaída.

### Situaciones claras de recaída
- El sujeto escucha voces.

- No es capaz de cuidarse.

- Se siente abrumado y desesperanzado con facilidad.

- Siente que no puede salir de casa.

- Percibe cosas irreales (generalmente se trata de alucinaciones auditivas verbales; más raramente, también visuales, táctiles olfatorias).

- Desvirtuación de la realidad y de sí mismo.

### Complicaciones que llevan a las recaídas
- Incumplimiento de la medicación recetada por el especialista.

- Entre las personas que padecen esquizofrenia se presentan promedios elevados de enfermedades físicas debidas al tratamiento psiquiátrico (como efectos secundarios de los fármacos) y a las condiciones de vida asociadas con la discapacidad crónica. Estas pueden pasar inadvertidas por la falta de comunicación tanto con familiares como con el propio médico.

- Otro problema habitual que afecta a las personas con esquizofrenia es el alto riesgo de desarrollar un problema de drogodependencia coexistente y el consumo de alcohol u otro tipo de tóxicos.

Todo esto aumenta aún más la posibilidad de recaídas de un enfermo esquizofrénico.

### Factores psicológicos
Pero las recaídas, no sólo se deben a factores físicos sino, como es de esperar, también son de índole psicológica e inherentes a la propia enfermedad. Los factores de mayor importancia para estas recaídas, son los mentales.
La depresión es un problema real y riguroso para las personas con esquizofrenia; Tienen tendencia a caer en depresiones severas durante episodios psicóticos. En términos numéricos se afirma que dos de cada diez personas con esquizofrenia tratan de suicidarse y aproximadamente la mitad de ellas lo acaban consiguiendo, convirtiéndose de esta forma en la primera causa de muerte en personas jóvenes con esta enfermedad. Pero el porqué de esta depresión y que, en último término, los lleve al suicidio son muy variadas. En un número pequeño, la persona actúa bajo la influencia de los delirios y alucinaciones, como por ejemplo oír voces que les piden que se suiciden. Pero habitualmente el suicidio ocurre cuando la persona con esquizofrenia está pensando más claramente, es decir, cuando es consciente de su enfermedad, de las consecuencias que tiene y, sobre todo, en la persona en la que se convierte cuando sufre episodios psicóticos.

### Prevención de las recaídas
Una de las primeras formas para prevenir dichas recaídas es tomar la medicación estipulada sin interrupción (ya que la interrupción de la misma, aunque no sea completa puede llevar a un agravamiento de la enfermedad). Como ya se mencionó, los efectos secundarios producidos por los antipsicóticos causa ese rechazo, ya que es difícil para la persona tolerar estos efectos durante largos períodos de tiempo y, en especial, cuando ya se siente bien. Por este motivo es de gran importancia encontrar y suministrar la medicación adecuada, así como las dosis necesarias para controlar los síntomas sin producir efectos secundarios.
También es importante la conveniencia del número de veces que el sujeto ha de tomar los fármacos, ya que para algunas medicaciones han de ser varias veces al día y otras una sola vez. El número de veces que ha de medicarse una persona puede adaptarse a sus preferencias o necesidades. Es decir muchos enfermos recuerdan mejor el medicarse una sola vez al día, mientras aquellos que tiene ayuda familiar prefieren medicarse varias veces, pues el medicamento no es tan severo. Por otro lado por comodidad y para no sentirse atado a la esquizofrenia, hay personas que prefieren medicarse a través de una inyección al mes, que obviamente es de larga duración.
Otro de los rasgos que deben controlarse es la hiperactividad del paciente, causada por la medicación o por los cambios de humor constantes. Para regular las sustancias químicas que hay que suministrar es muy importante que el paciente tenga control médico regular, para así ajustar el tratamiento, mantenerse bien o contar con protección para afrontar los estresares vitales.
Es decir, la óptima dosis para el sujeto es la que prescriben en conjunto el médico con la familia y el propio paciente.

## Principales problemas a reducir

### Rehospitalización causada por las recaídas
- Está demostrado que con cada recaída el paciente se vuelve más vulnerable a su enfermedad y a la posibilidad una nueva recaída. por lo que tratar cada nuevo episodio es cada vez más complicado, el paciente sufre más y se agudiza la esquizofrenia en sí.

- Se ha de intentar retrasar o prevenir el conocido ciclo de la «puerta de ida-y-vuelta». Con una correcta medicación este fenómeno de continuas recaídas y empeoramientos se podrán evitar. Pero un error en esta fase de la dolencia puede tener consecuencias irreparables para el sujeto en cuestión.

- Se ha de evitar el consumo de drogas.

- El médico ha de realizar el procedimiento conocido como «diagnóstico-doble», es decir reconocimiento y diagnóstico rápido.

- Suicidios y otras enfermedades mentales.

A fin de evitar estas recaídas es necesario que el enfermo reciba orientación y ayuda profesional, de parte de psicólogos y médicos especializados. Por otra parte es importante el apoyo principalmente familiar. Sin este, el esquizofrénico puede sentirse desorientado cuando recupera la lucidez tras los brotes psicóticos, desconocerse o llegar a verse como un «monstruo». El apoyo de la familia y amigos es necesario en el camino a superar la enfermedad a la vez que progresan física y mentalmente.
Se ha de tener en cuenta que las primeras manifestaciones pueden aparecer o tener su origen en la infancia, pero es en esta etapa adolescente, donde suelen producirse los primeros episodios. Las recaídas e incidencias son parte de la propia esquizofrenia, que tanto el paciente como la sociedad ha de tener cuenta para el trato al enfermo y evitar sus empeoramientos.

## Terapia y rehabilitación

### Terapia individual
La psicoterapia individual de apoyo es la forma más conocida. Los psiquiatras utilizan terapias que combinan técnicas y estrategias diferentes y variadas. Los resultados obtenidos en estas terapias son difíciles de determinar.

### Terapias familiares
El proceso de colaboración por parte de la familia forma parte de uno de los principios más destacables durante el proceso de tratamiento. El hecho de que el paciente se sienta apoyado por su familia favorece la evolución del tratamiento a nivel psicoterapéutico.
El objetivo de la terapia familiar es facilitar la interacción en términos positivos entre los miembros de la familia del paciente identificado y el mismo paciente identificado, promoviendo sinergias que favorezcan, y no dificulten, la evolución positiva de la sintomatología descrita como problemática.

### Terapia de grupo
La terapia de grupo permite la variedad de técnicas terapéuticas, tales como el consejo del grupo y su psicoterapia. Los objetivos son potenciar la resolución de problemas, la planificación de objetivos, la medicación, y las interacciones sociales.
Puede ser utilizada para fomentar la enseñanza y las relaciones sociales e interpersonales.

### Terapia y recuperación cognitiva
Existen dos tipos de terapias para la recuperación cognitiva del paciente. El primer tipo pretende sofocar síntomas de carácter cognitivo como la distracción, los problemas de memoria, falta de vigilancia, y la falta de capacidad para tomar decisiones y planificar situaciones.
El segundo, en cambio, pretende utilizar intervenciones cognitivas para sofocar la depresión.
Estos aspectos se trabajan en gran medida desde los talleres de Terapia Ocupacional, donde se busca la actividad más adecuada para cada paciente (actividades cognitivas para mejorar la memoria, atención, concentración...) o actividades motoras o psicomotrices para mejorar la coordinación, pero también aspectos como la postura y el estado físico de los pacientes.